# Jabikspaad
Het Jabikspaad (Fries voor Jacobuspad)  is een pelgrimsroute van ongeveer 130 kilometer, die loopt van Sint Jacobiparochie in Noordwest Friesland tot aan Hasselt in de Kop van Overijssel. Daar komt ook het Gronings-Drentse Jacobspad aan, om vervolgens via Deventer, Nijmegen en Maastricht aan te sluiten op andere Europese pelgrimsroute naar Santiago de Compostella. Er is naast een route voor wandelaars ook een route voor fietsers.
In tegenstelling tot de andere Europese Jacobswegen, is het symbool van het Jabikspaad niet de Sint Jacobsschelp, maar de wulk.

## Karellegende en ontstaan
In de Karelskroniek van Einhart (830 n. Chr.) wordt een droom van Karel de Grote beschreven. Hij zag aan de hemel een weg van sterren, van de Friese Zee door Gallië, Aquitanië, en Gascogne naar Baskenland en Galicië aan de Atlantische Oceaan in Spanje, waar het lichaam van de apostel Jacobus rustte. Jacobus verscheen hem en beloofde hem: "Tot het einde van de tijd zullen pelgrims van zee tot zee trekken".
Na het indammen van de Middelsee werd rond 1500 Sint Jacobiparochie naar de apostel Jacobus vernoemd. Het was voor een Friese boeteling een startplek voor een pelgrimsreis naar Santiago de Compostella. Op 12 mei 2000 opende staatssecretaris Geke Faber het Jabikspaad, nadat de Ried fan de Fryske Beweging initiatief nam om de route te markeren.

## Begin van de route
In Sint Jacobiparochie tegenover de Groate Kerk markeert een kunstwerk uit 1998 van Henk Rusman het begin van het Jabikspaad. Het is een metalen poort, die gevormd wordt door een driehoek. Het kunstwerk symboliseert de oneindig lijkende weg. De voet van de poort staat op een stenen ruit, die Moeder Aarde voorstelt, een vorm die eeuwenlang in de Friese landen, zoals in terpschatten, voorbij komt. De vorm is tegelijk een weerspiegeling van de vruchtbare klei, die als hij opdroogt dezelfde vorm laat zien. De ruitvorm verwijst ook naar de vrouw, omdat Friese vrouwenschilden ook ruitvormig zijn.

## Zwarte Haan als Fries Finisterre
Op 6 kilometer van Sint Jacobiparochie ligt Zwarte Haan, aan de Waddenzee. Vergelijkbaar met het Spaanse Finisterre, is Zwarte Haan het ultieme begin (of einde) van de pelgrimsroute. Volgens de overlevering zou in 1872 en op 18 februari 1931 bij Zwarte Haan Maria zijn verschenen.

## Route
De route van de Friese camino kan na de start in Sint Jacobiparochie via twee routes worden bewandeld. Westelijk, via Franeker, of oostelijk via Leeuwarden. Beide routes komen in Irnsum, bij het monument 'de Jirnsumer Moeting' samen. Onderweg kunnen pelgrims stempels verzamelen bij stempelpunten.
Oostelijke route: Sint Jacobiparochie • Zwarte Haan • Nieuwebildtzijl • Oudebildtzijl • Finkum • Stiens • Britsum • Cornjum • Jelsum • Leeuwarden • Goutum • Wirdum • Idaard • Roordahuizum • Friens • Irnsum • Akkrum • Nes • Oldeboorn • Haskerdijken • Nieuwebrug • Heerenveen • De Knipe • Mildam • Oldeholtwolde • Wolvega • Oldemarkt • Kalenberg • Baarlo • Blokzijl • Sint Jansklooster • Barsbeek • Genemuiden • Hasselt.
Westelijke route: Sint Jacobiparochie • Minnertsga • Ried • Schalsum • Franeker • Tzum • Winsum • Baard • Lions • Jorwerd • Mantgum • Oosterwierum • Rauwerd.
De fietsroute wijkt af van de wandelroute.

## De Jirnsumer Moeting
In Irnsum (Jirnsum) komen de westelijke en oostelijke route samen. Om dit te markeren is er een pelgrimsmonument gemaakt, tegenover de Mauritiuskerk aan de Rijksstraatweg. Van bovenaf lijkt het alsof twee wegen bij elkaar komen, die vervolgens als een bredere weg verdergaan. Dit pelgrimsmonument is gemetseld van middeleeuwse kloostermoppen uit Friese en Duitse kerken en kloosters, die door de in Irnsum geboren Loadewyk Damsma (1921-2010) zijn verzameld. Elke steen heeft zijn eigen historie. Een informatiebord bij 'De Jirnsumer Moeting' vertelt de herkomst van iedere steen. Het monument staat sinds 2010 in Irnsum.

## Natuur
Het Jabikspaad kruist een aantal natuurgebieden. Bij Zwarte Haan loop je over de dijk bij het UNESCO Werelderfgoed De Waddenzee, verderop onder Leeuwarden (Westelijke route) loopt het pad door de Leonserpolder, dat bekendstaat om haar weidevogels in het voorjaar. In Zuid Friesland loopt het pad bij Wolvega door De Lindevallei, met moerasbossen, veenmossen, bijzondere vlinders en libellesoorten. Bij Kalenberg doet het pelgrimspad Nationaal Park de Weerribben aan.

## Taalgebieden
Tijdens het lopen of fietsen van de route van het Jabikspaad hoor je meerdere verschillende talen of dialecten, bij de start in Sint Jacobiparochie en Zwarte Haan spreken de bewoners Bildts. Op de meeste plekken in Friesland spreekt men Fries. In de steden Franeker en Leeuwarden spreken de inwoners Stadsfries. Voorbij Mildam en de rivier de Tjonger, hoor je Nedersaksische Stellingwerfs. In de Kop van Overijssel spreekt men daar een variant van, het Overijssels.

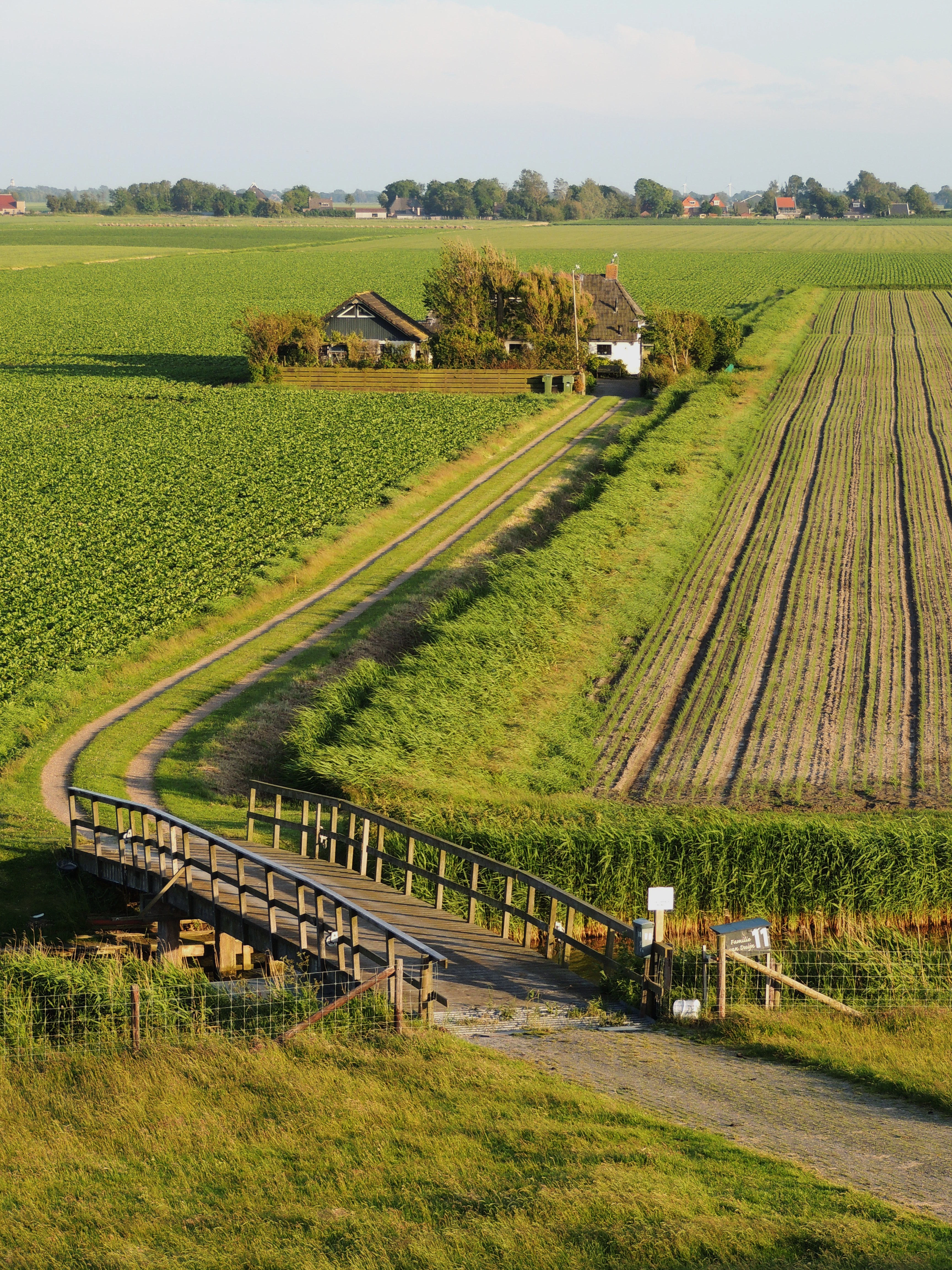
Zwarte Haan
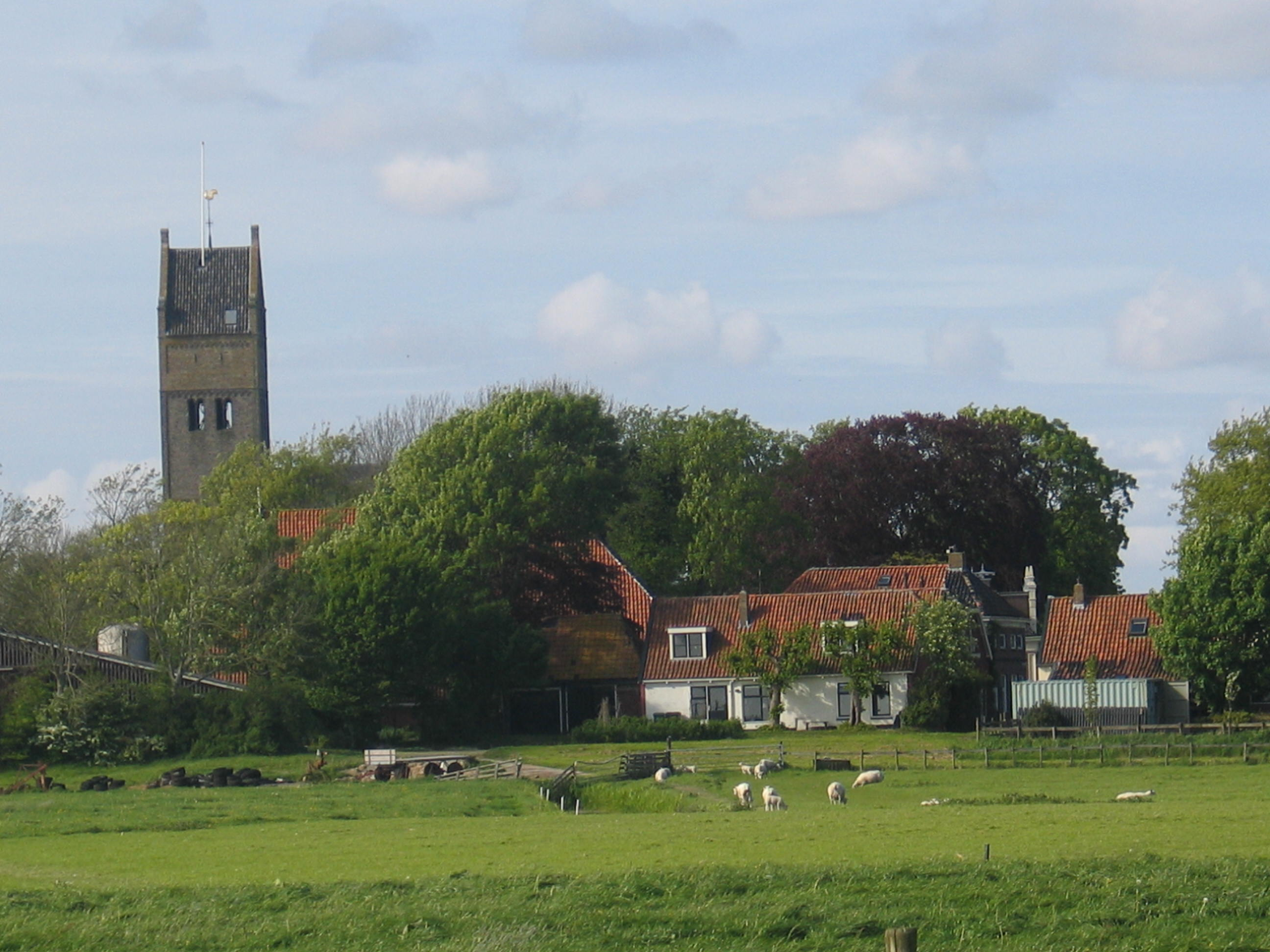
Jorwerd
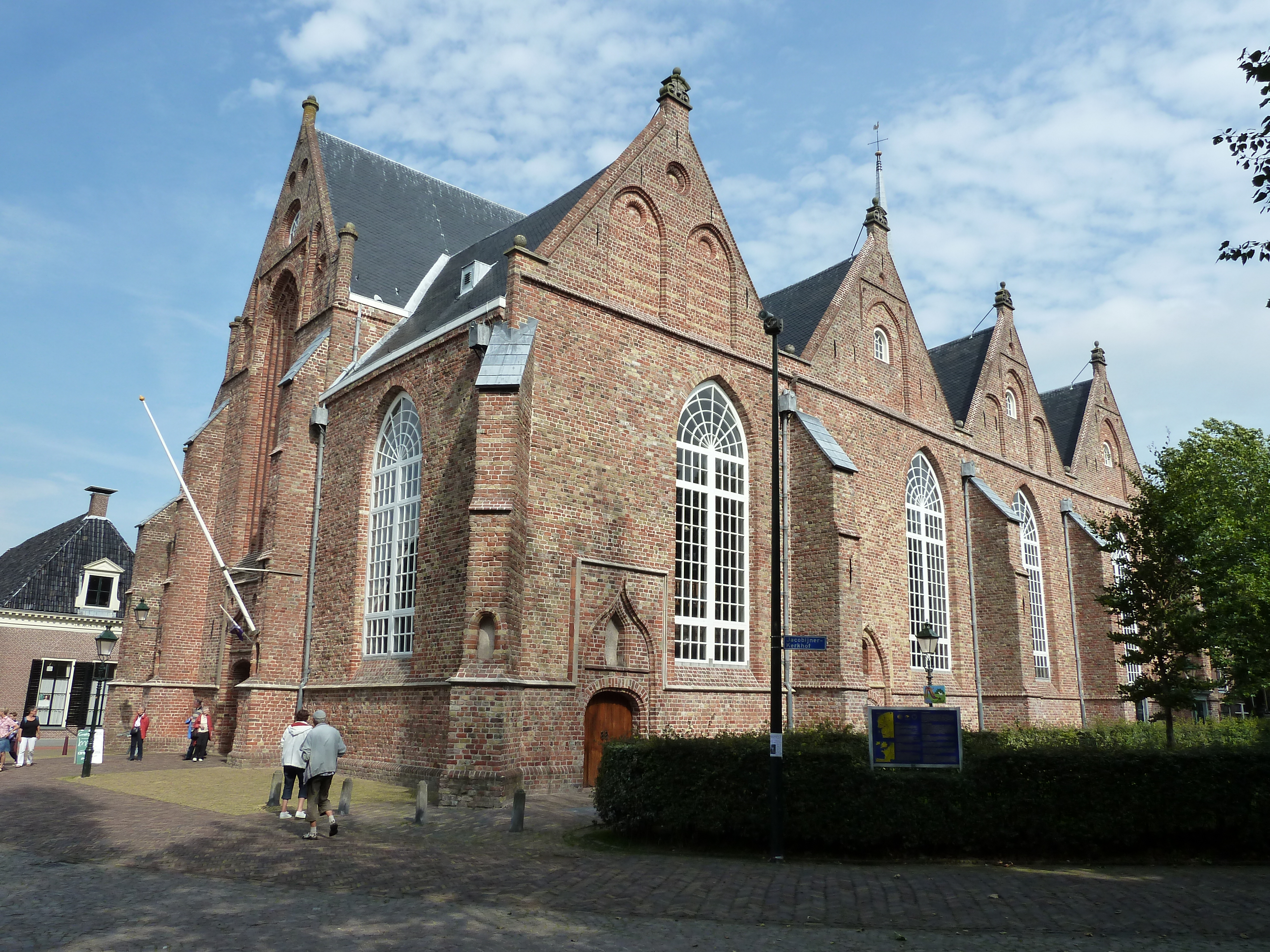
Leeuwarden
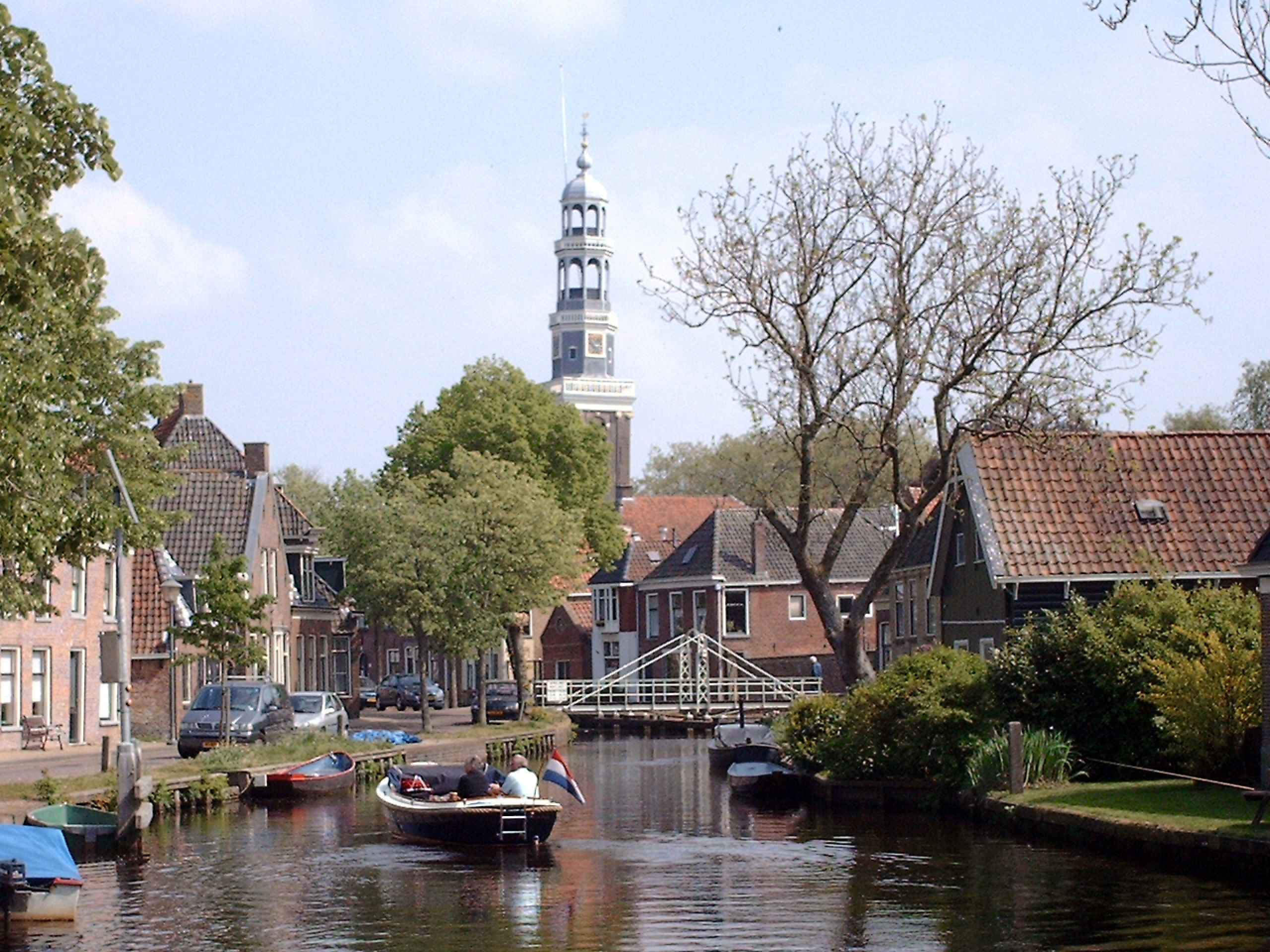
Oldeboorn
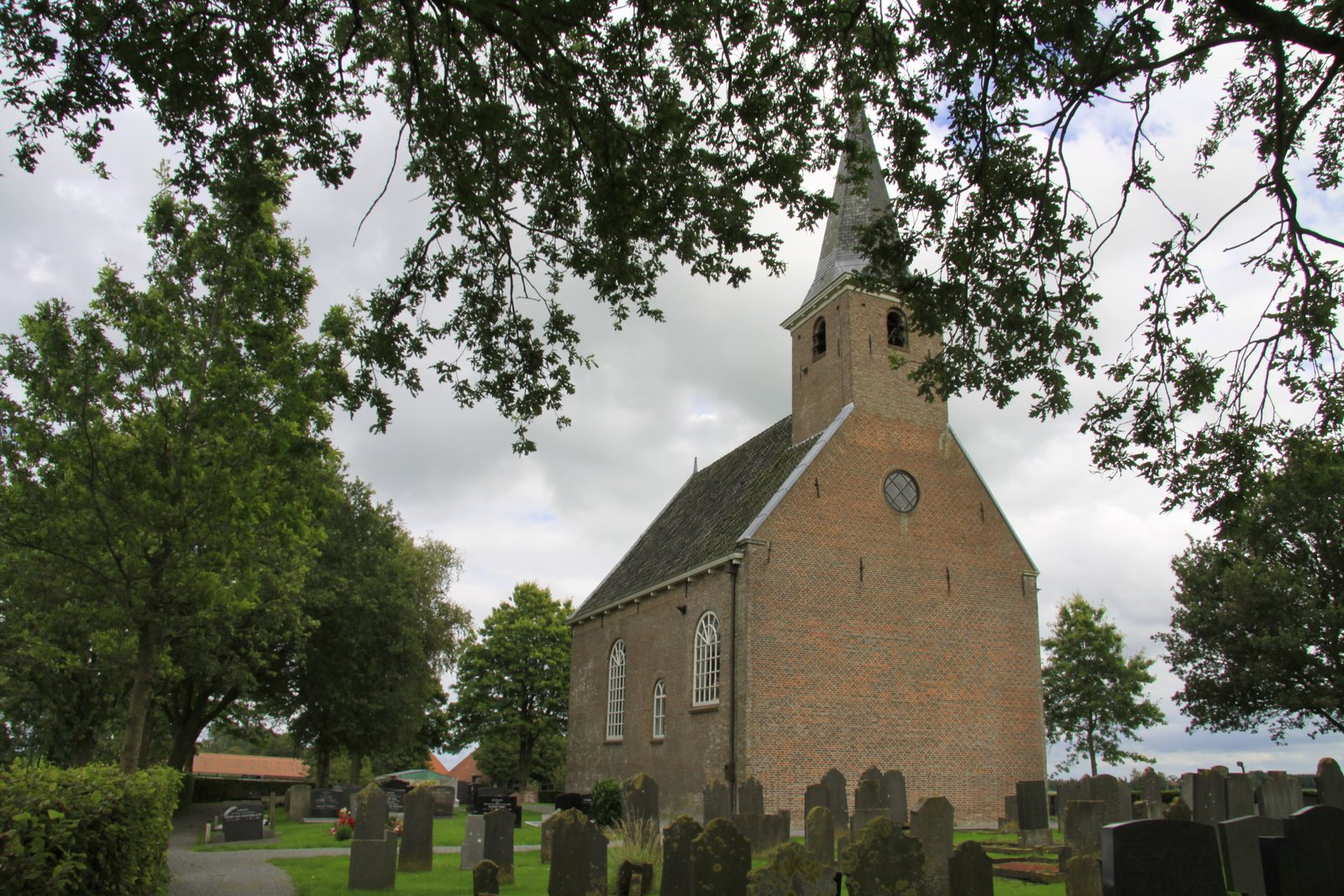
Haskerdijken
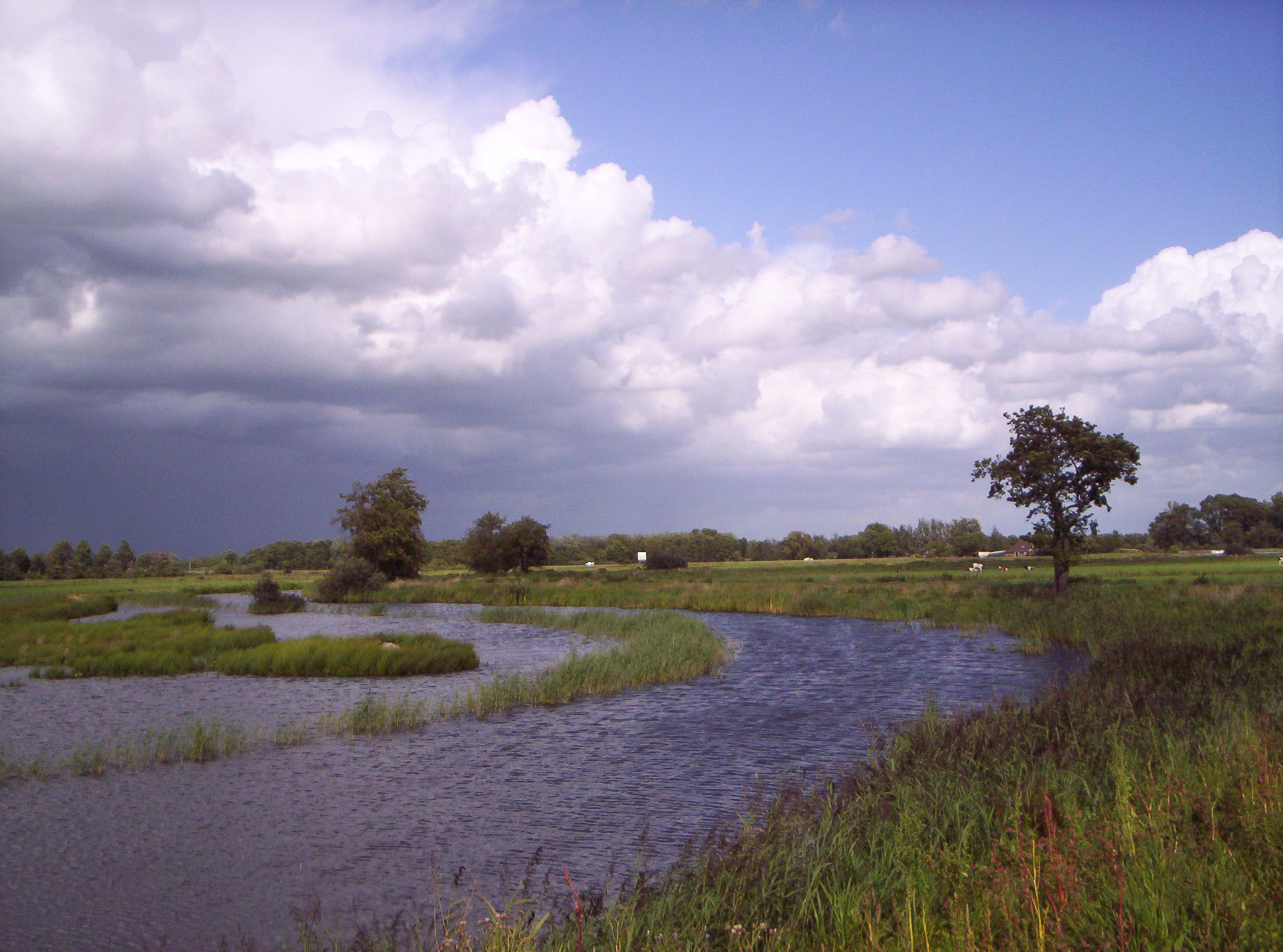
Lindevallei nabij De Blesse
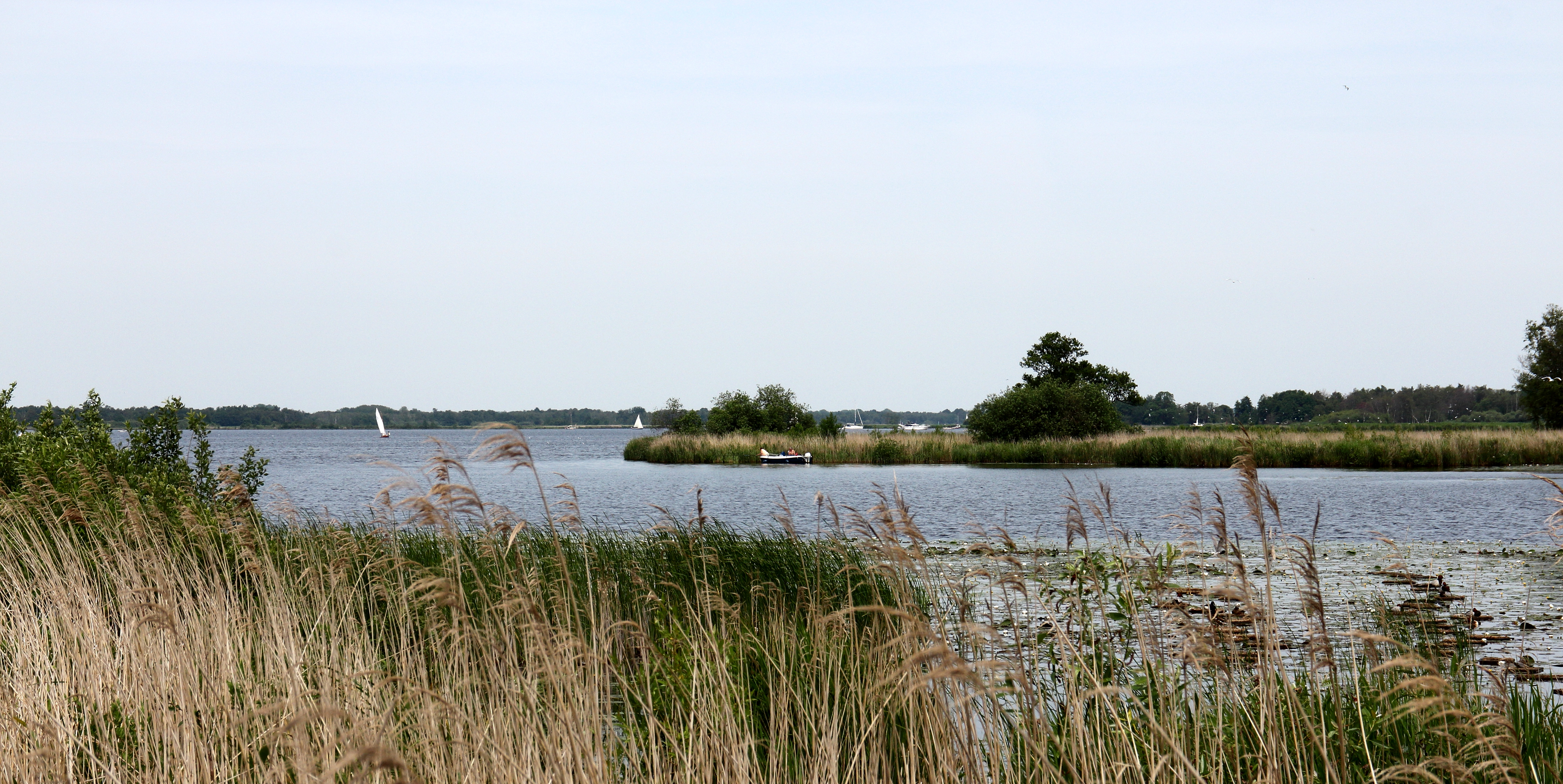
Nationaal Park Weerribben-Wieden, locatie De Wieden
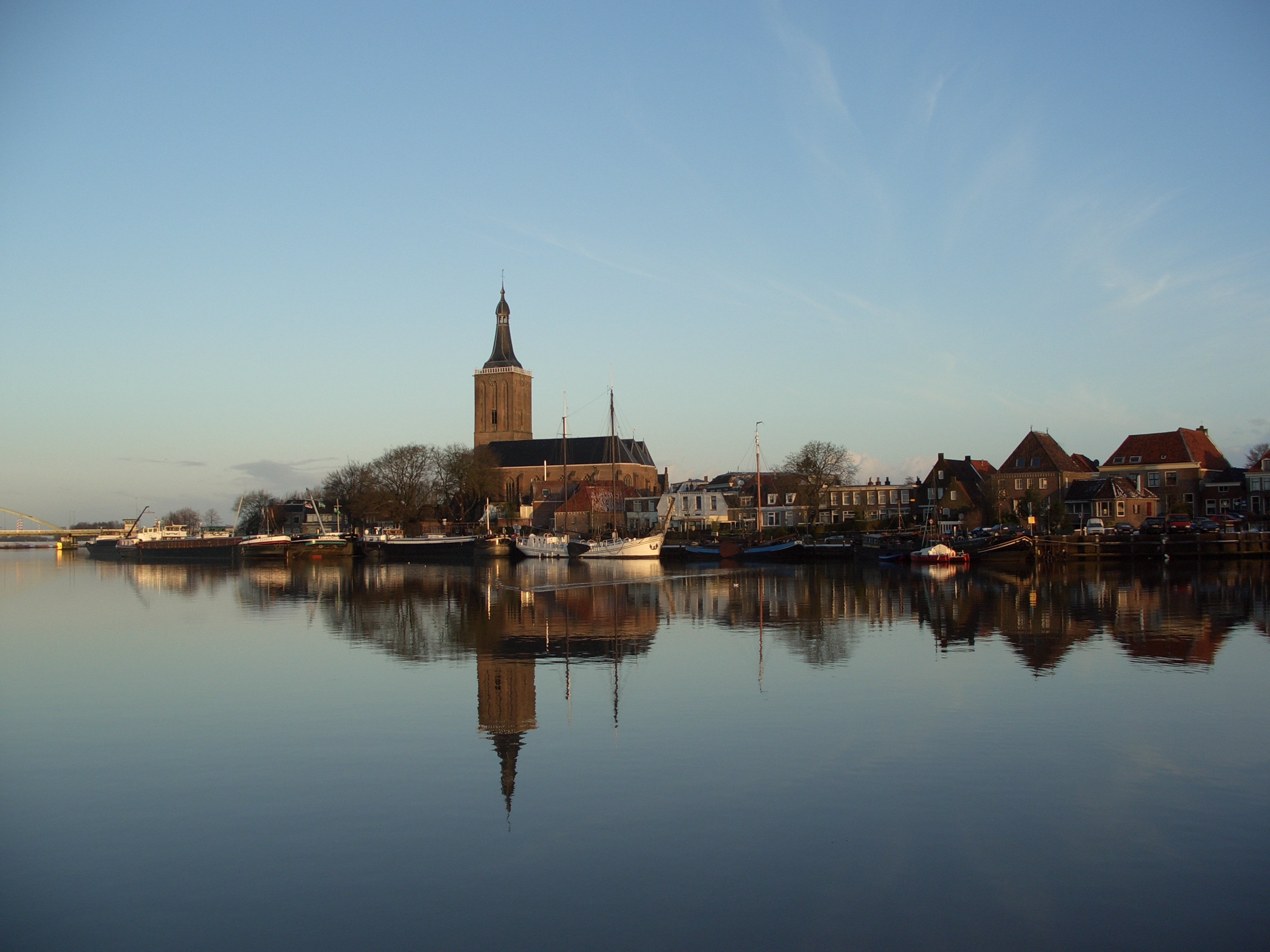
Hasselt